# Hits (Giusy Ferreri)
Hits è la prima raccolta di Giusy Ferreri pubblicata il 4 dicembre 2015 da Sony Music in formato CD e download digitale.

## Descrizione
Quinto album discografico complessivo della cantante, Hits è stato registrato nell'estate 2015 e annunciato a novembre dello stesso anno. Il 6 novembre 2015, la cantante rivela la tracklist ufficiale delle venti tracce che compongono la raccolta.
Al suo interno sono presenti la maggioranza dei singoli pubblicati dalla cantante dal 2008 al 2015, con l'aggiunta di tre brani inediti composti nel 2015 (Prometto di sbagliare, Come un'ora fa e Volevo te, quest'ultimo pubblicato come singolo apripista della raccolta il 6 novembre 2015) e il singolo di successo Roma-Bangkok, originariamente contenuto nell'album Kiss Kiss Bang Bang di Baby K.

### Prima della pubblicazione
Il 21 gennaio 2015, Giusy Ferreri, in occasione della sua esibizione dal vivo durante la tappa milanese del tour di Mario Venuti al Blue Note, annuncia di stare lavorando alla preparazione del suo quinto album in studio che sarà anticipato da alcuni singoli radiofonici.
A seguito del grande successo ottenuto con Roma-Bangkok, in collaborazione con la rapper Baby K, i progetti della cantante cambiano sensibilmente; il 3 novembre 2015, Giusy Ferreri annuncia, attraverso la propria pagina ufficiale Facebook, l'uscita del brano Volevo te, disponibile in formato digitale ed in rotazione radiofonica a partire dal 6 novembre dello stesso anno che anticipa la messa in commercio della sua prima raccolta Hits.

### Pubblicazione e promozione
Hits è stato pubblicato il 4 dicembre 2015 in Italia ed in Svizzera in un'unica versione contenente venti tracce, di cui tre inediti.
A partire dalla fine di novembre, Giusy Ferreri ha intrapreso un tour promozionale e ha rilasciato interviste con diverse stazioni radio, riviste e giornali in Italia. La cantante ha iniziato esibendosi con il singolo apripista Volevo te il 25 novembre 2015 al programma televisivo Colorado per poi essere ospite, una settimana dopo, della redazione del TV Sorrisi e Canzoni, dove ha eseguito una versione inedita dei brani Il mare immenso e Volevo te, entrambi contenuti nella raccolta. Il 6 dicembre ha eseguito nuovamente il brano in televisione durante la trasmissione Quelli che il calcio.
È stata poi ospite di numerose emittenti radiofoniche; il 3 dicembre 2015 ha preso parte al programma pomeridiano The Flight su RTL 102.5 mentre il giorno seguente è stata intervistata da Paola “Funky” Gallo sulle sequenze di Radio Italia.

### La copertina
La copertina è stata mostrata in anteprima il 6 novembre 2015 dalla stessa cantante sulla propria pagina ufficiale Facebook. In merito alla copertina della raccolta, Giusy Ferreri, durante un'intervista rilasciata al quotidiano italiano La Stampa, ha domandato al giornalista:
Lo stesso abito indossato dalla cantante nella copertina ha ispirato l'immagine della cantante per la creazione del video musicale del singolo apripista Volevo te.

### Hits Tour
Per promuovere la raccolta l'8 maggio 2016 ha avuto inizio l'Hits Tour presso La Città del Teatro di Cascina (Pisa). Il tour è poi proseguito in molte città italiane per chiudersi il 29 novembre a Tirana, in occasione dell'Albania National Day, per un totale di 42 date.

## Tracce
1. Volevo te – 2:49 (Fortunato Zampaglione)
2. Come un'ora fa – 2:55 (Daniele Magro)
3. Prometto di sbagliare – 3:23 (testo: Roberto Casalino, Dario Faini, Federica Abbate – musica: Dario Faini)
4. Roma-Bangkok (Baby K feat. Giusy Ferreri) – 2:54 (testo: Claudia Nahum, Rocco Pagliarulo, Federica Abbate – musica: Alessandro Merli, Fabio Clemente)
5. Non ti scordar mai di me – 3:28 (Tiziano Ferro, Roberto Casalino)
6. Novembre – 3:08 (Roberto Casalino)
7. Il mare immenso – 3:45 (Giusy Ferreri, Bungaro, Max Calò)
8. Ma il cielo è sempre più blu – 4:40 (Rino Gaetano)
9. La scala (The Ladder) – 4:15 (Linda Perry)
10. Ti porto a cena con me – 3:54 (Roberto Casalino, Dario Faini)
11. Piccoli dettagli – 4:18 (Rudy Marra)
12. Stai fermo lì – 3:59 (Tiziano Ferro, Roberto Casalino)
13. Noi brave ragazze – 4:09 (Rudy Marra)
14. L'amore e basta! (feat. Tiziano Ferro) – 4:00 (Tiziano Ferro)
15. Cuore assente (The La La Song) – 4:56 (Linda Perry)
16. Aria di vita – 3:21 (Tiziano Ferro)
17. Rossi papaveri – 3:33 (Michele Canova Iorfida, Giusy Ferreri)
18. Nessuno come te mi sa svegliare – 3:56 (Linda Perry, Giusy Ferreri)
19. Il mare verticale – 4:14 (Andrea Franchi, Matteo Buzzanca, Paolo Benvegnù)
20. Il party – 3:31 (Roberto Zappalorto, Giusy Ferreri)

## Successo commerciale
Hits ha debuttato al 19º posto nella classifica FIMI Album. La raccolta ha poi raggiunto, come massima posizione, la 16ª.
Il 27 giugno 2016, Hits è stato certificato disco d'oro per le oltre 25 000 copie vendute in poco più di sei mesi dalla pubblicazione.

## Classifiche
| Classifica (2015) | Posizione massima |
| ----------------- | ----------------- |
| Italia            | 16                |